# The Mall at Green Hills
 (octobre 2019).
The Mall at Green Hills est un centre commercial américain situé à Nashville, dans le Tennessee. Ouvert en 1955, il est la propriété de la Taubman Company.